# Jorge Maurício de Saxe-Altemburgo
Jorge Maurício, Príncipe Hereditário de Saxe-Altemburgo (13 de maio de 1900 – 13 de fevereiro de 1991) foi o último príncipe hereditário do Ducado de Saxe-Altemburgo, bem como o último chefe da casa ducal de Saxe-Altemburgo. Jorge Maurício nunca se casou e seu único irmão e herdeiro presuntivo, Frederico, morreu também solteiro em 1985.